# Água Doce
Água Doce là một đô thị thuộc bang Santa Catarina, Brasil. Đô thị này có diện tích 1311 km², dân số năm 2007 là 6882 người, mật độ 5,2 người/km².